# Retour de la rivière Kwaï
Pour plus de détails, voir Fiche technique et Distribution.
Retour de la rivière Kwaï (Return from the River Kwai) est un film de Andrew McLaglen sorti en 1989, librement inspiré du roman Return from the River Kwai de l'historien Clay Blair. Il ne peut pas être considéré comme une suite du Pont de la rivière Kwaï, bien que le titre qui figure sur le boitier de la version française du DVD annonce La Rivière Kwaï 2.

## Synopsis
En 1945, un camp de prisonniers britanniques et australiens situé en Thaïlande doit être évacué vers le Japon quand un bombardement allié sur le pont proche du camp bouleverse la donne. Pendant l'attaque, un avion américain est abattu par les Japonais. Son pilote, le lieutenant Crawford, est recueilli dans la jungle par les partisans commandés par le colonel Grayson qui dirige la guérilla locale. Ensemble ils tendent une embuscade au train qui transporte les prisonniers vers l'Indochine. Mal conçu, le plan échoue et le colonel est tué. Crawford est capturé par les Japonais et intégré au groupe de prisonniers de guerre.
Du côté japonais, le major Harada a bien du mal à freiner les ardeurs de son second, le lieutenant Tanaka, personnage cruel qui n'hésite pas à faire exécuter des prisonniers. Le matelot Miller qui lui avait tenu tête est décapité au sabre devant les autres prisonniers. À Saigon, les prisonniers découvrent le cargo Brazil Maru, sur lequel ils seront embarqués pour rejoindre le Japon dès que le chargement de denrées aura été effectué. Le lieutenant Crawford en profite pour s'évader, il assomme une sentinelle et vole un avion japonais. Celui-ci étant défectueux, il s'écrase en pleine mer mais le pilote est repêché in extremis par un sous-marin américain.
À bord du Brazil Maru commandé par le capitaine Ozawa, les prisonniers sont consignés à fond de cale. Le commandant Hunt et ses officiers profitent de la nuit pour organiser une mutinerie et prendre le contrôle du cargo en éliminant silencieusement les gardes. Afin de quitter le convoi auquel le navire est rattaché, ils simulent une avarie de machine mais un destroyer japonais reste pour le protéger d'éventuels sous-marins alliés. Sans savoir que le cargo est maintenant aux mains des prisonniers, le sous-marin américain lance plusieurs torpilles sur le destroyer d'escorte. Mais au même moment, le Brazil Maru vire brutalement pour éperonner le destroyer et il est touché également. Au cours du naufrage qui s'ensuit, les survivants se jettent à l'eau. Tanaka est tué après avoir poignardé Benford. Le lendemain, la plupart des naufragés sont recueillis par le sous-marin américain, leur captivité est enfin terminée.

## Fiche technique
- Musique : Lalo Schifrin
- Production : Daniel Unger
- Langue : anglais

## Distribution
Alliés
- Nick Tate : le commandant Hunt
- Chris Penn : le lieutenant Crawford, un pilote américain
- Edward Fox : le major Benford, médecin militaire
- Paul Holm : le patient de Benford
- Timothy Bottoms : le matelot Miller
- Ronnie Lazaro : Boonrod
- Richard Graham : le sergent Perry
- Denholm Elliott : le colonel Grayson, commandant la guérilla
- Michael Dante : le commandant Davidson
- Alexander Blaise : Clancy (crédité comme Alexandre Blaise)
- Michael Kostroff : le radio du sous-marin
- Eric Hahn : un prisonnier
- James McKenzie : un prisonnier
- Pierre Valderon : un civil français à Saïgon

Japonais
- Tatsuya Nakadai : le major Harada
- George Takei : le lieutenant Tanaka
- Etsushi Takahashi : le capitaine Ozawa, commandant du Brazil Maru
- Masato Nagamori : le lieutenant Yamashita, de la Kenpeitai

## Autour du film
- Le film a été tourné en partie aux Philippines, avec le concours de l'armée et de la marine de ce pays.
- Le navire figurant le destroyer japonais est le Miguel Malvar, une corvette de la marine philippine d'origine américaine construite en 1943 (numéro de proue « 19 » bien visible dans le film).